# Лукин, Тихон Игнатьевич
Тихон Игнатьевич Лукин (ок. 1675 — после 1729) — волонтёр второго десятка Великого посольства, судостроитель, блоковый мастер (блок—макер); сподвижник российского императора Петра I, шафер на его бракосочетании; лейтенант Преображенского полка, участник Азовских, Прутского и Персидского походов, капитан-лейтенант.

## Биография
Тихон Лукин, вместе с братом близнецом Иваном, начал службу в потешных войсках Петра I и затем стал солдатом Преображенского полка. Братья Лукины сопровождали Петра в 1695 году в первом Азовском походе, в котором при штурме Азова Иван был убит. Тихон Лукин участвовал во втором Азовском походе в 1696 году.
В 1697 году Тихон Лукин в числе волонтёров второго десятка Великого посольства был отправлен в Голландию. В Амстердаме определён вместе с волонтёром Петром Кобылиным к изучению блокового дела. По возвращении в Россию поступил в Воронежское адмиралтейство в звании «блок-макера» (блоковый мастер). Принимал участие в создании блочных устройств пушечных станков и помп для кораблей Азовского флота.
Руководитель строением кораблей в Воронежском адмиралтействе адмиралтеец Ф. М. Апраксин писал в своём донесении царю 21 февраля 1703 года: «По твоему государеву указу велено делать на корабли и на яхты, которые строят на реке Сясь, блоки и юнфоры. Для того дела отпустил я к милости твоей Тихона Лукина и велел ему о всем тебе, Государь, доложить. А о мастерстве его мастер подал свидетельство, что блокового и станового дела доволен, также и помпов делать умеет. Прикажи по милости своей ему немедленно ехать…». В 1703 году Лукин был переведён сначала на Сясьскую, а затем на Олонецкую верфь, где принимал участие в строительстве первых кораблей зарождавшегося Балтийского флота.

3 февраля 1706 года царь Пётр в своём письме Тихону Лукину давал указание какие блоки готовить для новой «Англинскую яхту» на манер голландской яхты, которая строилась на Адмиралтейской верфи.
Во время Прутского похода в 1711 году Тихон Лукин сопровождал Петра в качестве его адъютанта и выполнял его личные поручения. В 1712 году Лукин находился при Санкт-Петербургском Адмиралтействе. 19 февраля 1712 года был шафером при бракосочетании Его Царского Величества. Пётр неоднократно бывал в гостях у Тихона Лукина дома.
В декабре 1716 года был послан на остров Котлин «для осмотрения и исправления на повреждённых кораблях». По образцу изобретённой и созданной в Англии первой помпы для откачки воды из ремонтируемых судов, изготовил несколько помп для ремонта судов в Кронверкской гавани. В 1717 году был произведён в прапорщики лейб-гвардии Преображенского полка. В 1719 году был вновь послан на Котлин в распоряжение капитану 1 ранга Э. Лейну. Позже Пётр своим указом направил Лукина в Нижний Новгород для руководства постройкой «партикулярных» судов. В 1721 году находился в Казанском адмиралтействе, заведовал всем блочным делом. В 1722 году был произведён в поручики, участвовал в Персидском походе в районе Дербента, командовал шнявой «Астрахань». В 1723 году вновь был направлен в Казанское адмиралтейство, позже назначен в Санкт-Петербургское Адмиралтейство, где заведовал не только блоковыми и такелажными работами, но и установкой на корабли артиллерии.
30 ноября 1727 года именным указом императора Петра II был произведён из лейтенантов лейб-гвардии Преображенского полка в капитан-лейтенанты, с оставлением в должности и денежным содержанием 300 рублей в год.
23 июня 1729 года был уволен от адмиралтейской службы.

## Семья и домовладения
Лукин Тихон Игнатьевич был женат на Марфе Дмитриевне. У них были дочь Прасковья и два сына — Александр и Пётр, ставшие военными.
С 1711 года Лукин владел в Санкт-Петербурге участком и домом на Английской набережной, дом 12.
В 1725 году Тихон Лукин приобрёл деревню Рузаевку (ныне город Рузаевка, Мордовия), которой семья владела до 1757 года. Также Лукин владел третьей «петровской» дачей в усадьбе Михайловка близ Петергофа.